# Zylinderlinse
Eine Zylinderlinse ist eine optische Linse mit zylindrisch geformten Oberflächen. Da die Flächen nur einfach gekrümmt sind, wird Licht von ihr nur eindimensional gebrochen (von einer Sammellinse auf einer geraden Brennlinie anstatt – wie bei einer sphärischen Linse – auf einem Brennpunkt gesammelt).

## Verwendung
Zylinderlinsen werden in der optischen Messtechnik, beim Laserscanning, bei Laserdioden, der Akustooptik (z. B. akustooptischer Modulator) sowie in der optischen Datenverarbeitung eingesetzt, um Laserstrahlung auf eine Linie zu fokussieren. Eine weitere Anwendung ist die Strahlformung des typischerweise elliptischen Strahlprofils von Laserdioden in ein symmetrisches Strahlprofil. Dazu dienen auch Anamorphoten, bei welchen z. B. eine oder mehrere Zylinderlinsen Anwendung finden.
In der Medizin werden Zylinderlinsen in Form von Brillengläsern angewendet, die Zylinderfehler der Augenlinse ausgleichen (vgl. Astigmatismus).
Als Lesehilfe können stabförmige, plankonvexe Zylinderlinsen aus Acrylglas dienen (Leselineal), die mit der flachen Seite auf den Text gelegt und Zeile für Zeile verschoben werden. Menschen mit Sehschwäche können damit die Buchstaben deutlich größer sehen (jedoch etwas verzerrt) und verlieren gleichzeitig beim Zeilenwechsel nicht so leicht die Zeile.
Breitwand-Kinoprojektoren und -Filmkameras enthalten eine Zylinderlinse, um das Bild bei Breitwandformat platzsparend auf das normale Bildformat des Kinofilms abzubilden und bei der Projektion wieder zu entzerren (anamorphotische Verfahren wie CinemaScope, Panavision, Totalvision und ähnliche).
Auch Fresnellinsen können als Zylinderlinsen ausgebildet sein.

Konvexe und konkave Zylinderlinse
Bikonvexe Zylinderlinse
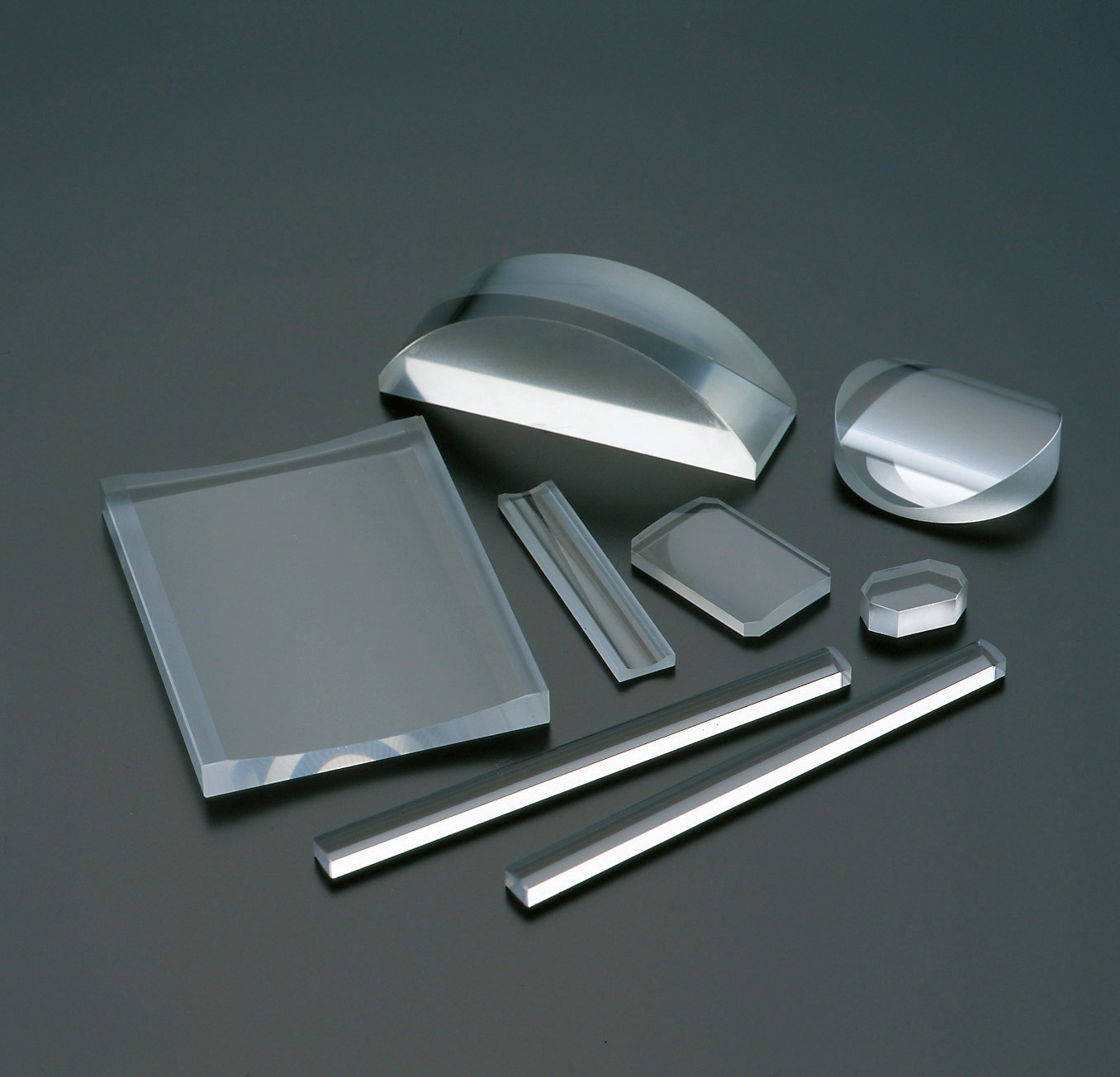
Verschiedene Zylinderlinsen
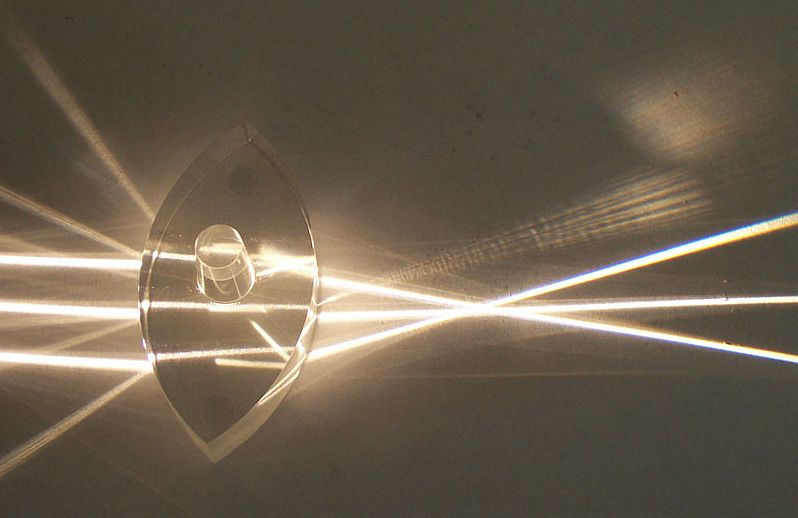
Strahlverlauf an einer konvexen Zylinderlinse